# Wiaczesław Bragin
Wiaczesław Iwanowicz Bragin (ros. Вячеслав Иванович Брагин, ur. 1939 w Bieżecku w obwodzie twerskim) – radziecki polityk.
Absolwent Uniwersytetu Moskiewskiego i Akademii Nauk Społecznych przy Komitecie Centralnym Komunistycznej Partii Związku Radzieckiego (KC KPZR). Od 1986 do 1990 I sekretarz komitetu KPZR w Kalininie. Deputowany ludowy Republiki Federalnej Socjalistycznych Republik Radzieckich. Od 1991 do 1992 przewodniczący Komitetu Rady Najwyższej Federacji Rosyjskiej ds. Informacji, Współpracy z Organizacjami Społecznymi, Masowymi Ruchami Społecznymi i Badania Opinii Społecznej. Od stycznia do zwolnienia w grudniu 1993 przewodniczący Rosyjskiego Państwowego Komitetu Radia i TV „Ostankino”.